# Io, l'infame
Io, l'infame è un libro scritto da Patrizio Peci, ex dirigente delle Brigate Rosse. Il libro è uscito in Italia nel 1983 ed è a cura di Giordano Bruno Guerri. È stato tradotto in francese e inglese.

## Il contenuto
Il libro, redatto dopo l'arresto e il successivo pentimento di Peci, è un memoriale della sua attività terroristica, iniziata nel 1974, con l'arruolamento da parte di due funzionari della Sit-Siemens, esponenti del Partito Armato. Peci descrive i luoghi della sua clandestinità (Milano e Torino) e i suoi molti compagni di ventura, soffermandosi in particolare su quelli che ebbe a frequentare più da vicino (Raffaele Fiore, Piero Panciarelli e Maria Rosaria Roppoli, che fu la sua compagna). L'arresto, il pentimento-tradimento e l'omicidio-ritorsione del fratello Roberto, ormai nei primi anni '80, rappresentano l'epilogo della vicenda.

## I capitoli
- Infame io?
- Fuori dal mondo
- I balletti rossi delle brigate rosa
- L'armata br-ancaleone
- I grandi capi
- Delitto e pentimento
- Tanti auguri

## Edizioni
- P. Peci, Io, l'infame, a cura di Giordano Bruno Guerri, ed. Arnoldo Mondadori Editore, Milano 1983;
- P. Peci, Io, l'infame, a cura di Giordano Bruno Guerri, ed. CDE, Milano 1984;
- P. Peci, Io l'infame, premessa di Luca Telese, prefazione di Giordano Bruno Guerri, ed. Sperling & Kupfer, Milano 2008;